# Запорожье (Ленинградская область)
Запорожье — деревня в Бережковском сельском поселении Волховского района Ленинградской области.

## История
ЗАПОРОЖЬЕ — деревня владельческая при реке Волхове, число дворов — 3, число жителей: 19 м. п., 15 ж. п. (1862 год)

Согласно материалам по статистике народного хозяйства Новоладожского уезда 1891 года усадьба Запорожье площадью 112 десятин принадлежала дочери вице-адмирала М. П. фон Моллер, имение было приобретено до 1868 года.
В конце XIX — начале XX века деревня административно относилась к Михайловской волости 2-го стана Новоладожского уезда Санкт-Петербургской губернии.
Согласно данным переписи населения СССР 1926 года в совхозе Запорожье Волховского сельсовета Пролетарской волости Волховского уезда проживали 6 человек — все русские.
С 1927 года в составе Волховского сельсовета Волховского района учитывался посёлок совхоза Запорожье.
По данным 1933 года в состав Волховского сельсовета Волховского района входил выселок Запорожье.

План деревни Запорожье. 1941 год

Согласно топографической карте РККА 1941 года на месте современной деревни располагался посёлок овощного совхоза «Запорожье».
В 1953 году население деревни Запорожье составляло 155 человек.
С 1954 года в составе Прусыногорского сельсовета.
В 1958 году население деревни Запорожье составляло 138 человек.
По данным 1966 года деревня Запорожье также входила в состав Волховского сельсовета.
По данным 1973 и 1990 годов деревня Запорожье входила в состав Прусыногорского сельсовета.
В 1997 году в деревне Запорожье Бережковской волости проживали 115 человек, в 2002 году — 113 человек (русские — 87 %).
В 2007 году в деревне Запорожье Бережковского СП — 121 человек.

## География
Деревня расположена в южной части района на правом берегу реки Волхов.
Через деревню проходит автодорога 41К-022 (Кириши — Городище — Волхов).
Расстояние до административного центра поселения — 14 км.
Расстояние до ближайшей железнодорожной станции Гостинополье — 3 км.

## Демография
| 1862 | 1997 | 2002 | 2007 | 2010 | 2017 |
| ---- | ---- | ---- | ---- | ---- | ---- |
| 34   | ↗115 | ↘113 | ↗121 | ↘111 | ↗165 |

### Национальный состав
Согласно данным Всероссийской переписи населения 2021 года в деревне проживали 110 человек, из них:
 русские — 96, цыгане — 7, казахи — 1, другие национальности — 6 человек.

## Улицы
Речная.